# Altstadt (Frankfurt nad Menem)
Altstadt, Frankfurt-Altstadt – 1. dzielnica (Stadtteil) miasta Frankfurt nad Menem, w Niemczech, w kraju związkowym Hesja. Należy do okręgu administracyjnego Innenstadt I.